# Andrena montarca
Andrena montarca är en biart som beskrevs av Warncke 1975. Andrena montarca ingår i släktet sandbin, och familjen grävbin. Inga underarter finns listade i Catalogue of Life.